# Let the Music Play
Let the Music Play es el quinto álbum de estudio del cantante, compositor y productor estadounidense Barry White, lanzado el 2 de enero de 1976 por la compañía discográfica 20th Century Records. El disco fue arreglado orquestalmente por Barry White y Gene Page. El disco alcanzó la posición #8 en la lista de Álbumes R&B y a la posición #42 en la lista Billboard 200. También llegó a la posición #22 en el Reino Unido. El álbum contiene el sencillo que llegó al Top Diez de la lista Billboard R&B, Let the Music Play, el cual era en realidad un tema que fue eliminado de su anterior álbum titulado Just Another Way To Say I Love You y llegó a la posición #4. También alcanzó la número #32 de la lista Billboard Hot 100 y la #9 en el Reino Unido. Un segundo sencillo, You See the Trouble with Me, llegó a la posición #14 en la lista R&B y a la #2 en la lista británica. Otro tercer sencillo, Baby, We Better Try to Get It Together, llegó a la posición #29 de la lista R&B Chart, a la #92 de la lista Billboard Hot 100, y a la #15 en el Reino Unido. El álbum fue digitalmente remasterizado y relanzado en formato CD con canciones extra el 14 de febrero de 2012 por Hip-O Select.

## Listado de canciones
Todas las canciones escritas y compuestas por Barry White, excepto donde se indica. 
| Side one |                                               |          |  |
| N.º      | Título                                        | Duración |  |
| 1.       | «I Don't Know Where Love Has Gone» (B. White) | 4:57     |  |
| 2.       | «If You Know, Won't You Tell Me» (B. White)   | 5:04     |  |
| 3.       | «I'm So Blue and You Are Too» (B. White)      | 7:05     |  |

| Side two |                                                           |          |  |
| N.º      | Título                                                    | Duración |  |
| 4.       | «Baby, We Better Try to Get It Together» (B. White)       | 4:26     |  |
| 5.       | «You See the Trouble with Me» (B. White, Ray Parker, Jr.) | 3:30     |  |
| 6.       | «Let the Music Play» (B. White)                           | 6:16     |  |

| 2012 remastered bonus tracks |                                                    |          |  |
| N.º                          | Título                                             | Duración |  |
| 7.                           | «Let the Music Play» (Single Version)              | 3:30     |  |
| 8.                           | «Let the Music Play» (Instrumental B-Side Version) | 5:48     |  |
| 9.                           | «Let the Music Play» (M+M Throwback Mix)           | 9:07     |  |
| 10.                          | «Let the Music Play» (Funkstar's Club Deluxe Mix)  | 5:50     |  |
| 11.                          | «Let the Music Play» (Alternate Version)           | 4:34     |  |

## Listas

### Listas semanales
| Lista (1976)                            | Posición más alta |
| --------------------------------------- | ----------------- |
| Australia (Kent Music Report)           | 75                |
| Francia (SNEP)                          | 77                |
| Alemania (Offizielle Top 100)           | 40                |
| Italia (FIMI)                           | 87                |
| Noruega (VG-lista)                      | 12                |
| Suecia (Sverigetopplistan)              | 34                |
| Reino Unido (UK Albums Chart)           | 22                |
| Estados Unidos (Billboard 200)          | 42                |
| Estados Unidos (Top R&B/Hip-Hop Albums) | 8                 |

### Sencillos
| Año  | Sencillo                                 | Posición más alta | Posición más alta | Posición más alta | Posición más alta |
| Año  | Sencillo                                 | US                | US R&B            | US Dan            | UK                |
| ---- | ---------------------------------------- | ----------------- | ----------------- | ----------------- | ----------------- |
| 1975 | "Let the Music Play"                     | 32                | 4                 | 15                | 9                 |
| 1975 | "You See the Trouble with Me"            | —                 | 14                | 15                | 2                 |
| 1976 | "Baby, We Better Try to Get It Together" | 92                | 29                | —                 | 15                |